# Appelbach
L'Appelbach, nommée aussi l'Appel, est un ruisseau de 39,6 km qui est un affluent droite à la Nahe en Rhénanie-Palatinat en Allemagne.

## Géographie
La source de l'Appelbach se trouve au versant sud-ouest du mont Tonnerre, pas loin de Falkenstein, à une altitude de 395 m. Il se dirige d'abord vers le nord. Après avoir traversé les villages Würzweiler, Gerbach, Sankt Alban, Gaugrehweiler et Oberhausen an der Appel l'Appelbach arrive dans la zone récréative nommée Rheinhessische Schweitz (fr: Suisse de la Hesse-rhénane). Dans cette vallée étroite il y a les villages Münsterappel, Niederhausen an der Appel, Tiefenthal et Neu-Bamberg.
Entre Neu-Bamberg et Wöllstein commence le paysage des collines de la Hesse rhénane. Derrière Wöllstein le Dunzelbach se jette dans l'Appelbach étant un des plus importants affluents avec un bassin versant de 30,3 km2. Il traverse encore les villages Badenheim, Pfaffen-Schwabenheim et Planig avant se jeter dans la Nahe en face de Bretzenheim à l'altitude 98 m.
Sur sa route de 36,96 km l'Appelbach perd en altitude 297 m ce qui fait une pente de 7,5 ‰. le bassin versant comprend 174,615 km2 et il se jette par la Nahe et le Rhin dans la mer du Nord, donc il fait partie du bassin versant du Rhin.

## Affluents
| Nom               | côté     | longueur [km] | bassin versant [km²] | débit NN |          |
| ----------------- | -------- | ------------- | -------------------- | -------- | -------- |
| Mordkammertalbach | à droite | 3,8           | 8,875                | 322      | 2549412  |
| Tiefenbach        | à droite | 1,3           | 1,313                | 273      | 2549414  |
| Gerbach           | à droite | 4,2           | 11,154               | 252      | 254942   |
| Stößbach          | à droite | 1,7           | 1,383                | 242      | 25494312 |
| Erlengraben       | à gauche | 1,0           | 1,932                | 241      | 2549432  |
| Dörrnbach         | à droite | 1,0           | 0,951                | 234      | 2549434  |
| Gutenbach         | à droite | 6,3           | 10,124               | 209      | 254944   |
| Grundbach         | à droite | 3,3           | 4,773                | 197      | 2549452  |
| Nonnbach          | à droite | 1,2           | 1,518                | 191      | 2549454  |
| Feilerbach        | à gauche | 2,4           | 2,992                | 191      | 2549456  |
| Fürfelderbach     | à gauche | 2,1           | 6,598                | 166      | 2549458  |
| Ellerbach         | à gauche | 6,5           | 10,330               | 149      | 254946   |
| Dunzelbach        | à droite | 7,7           | 30,365               | 125      | 254948   |
| Karlebach         | à gauche | 6,0           | 8,771                | 116      | 2549492  |
| Hackenheimerbach  | à gauche | 3,6           | 5,646                | 107      | 2549494  |